# Рандълф
Рандълф (на английски: Randolph) е град в окръг Рич, щата Юта, САЩ. Рандълф е с население от 483 жители (2000) и обща площ от 2,7 km². Намира се на 1915 m надморска височина. ЗИП кодът му е 84064, а телефонният му код е 435.